# Liste der Baudenkmäler in Randersacker
Auf dieser Seite sind die Baudenkmäler in dem unterfränkischen Markt Randersacker zusammengestellt. Diese Tabelle ist eine Teilliste der Liste der Baudenkmäler in Bayern. Grundlage ist die Bayerische Denkmalliste, die auf Basis des Bayerischen Denkmalschutzgesetzes vom 1. Oktober 1973 erstmals erstellt wurde und seither durch das Bayerische Landesamt für Denkmalpflege geführt wird. Die folgenden Angaben ersetzen nicht die rechtsverbindliche Auskunft der Denkmalschutzbehörde.

## Ensembles

### Ensemble Ortskern Randersacker

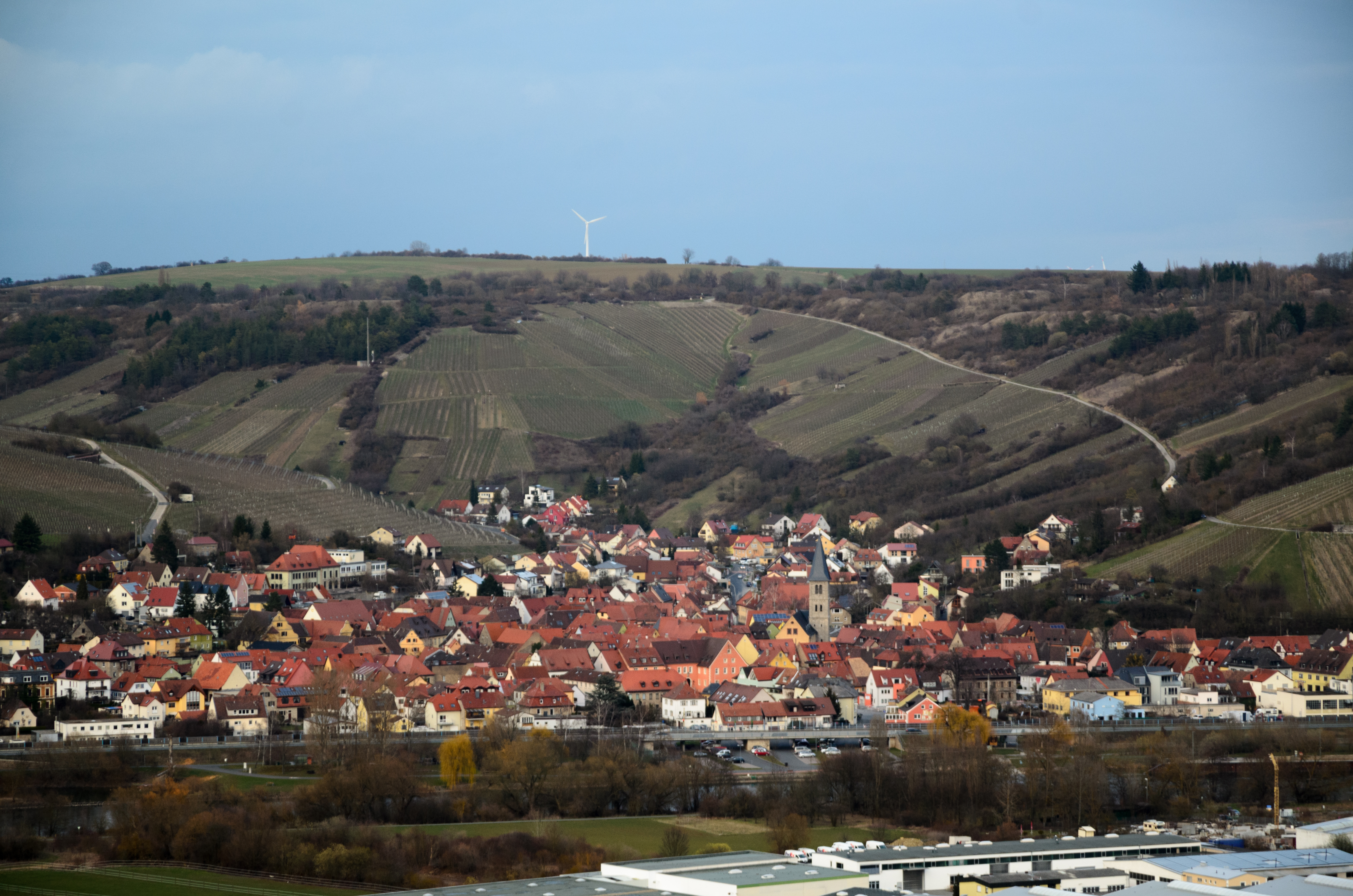
Randersacker, Ansicht von Südwesten

Das Ensemble (Lage) umfasst den Weinbauernort in seiner spätmittelalterlichen Ausdehnung mit Einschluss des 1817 am ehemaligen Flussufer angelegten Damms für die Maintalstraße. Das 1119 erstmals erwähnte, 1451 zum Markt erhobene Randersacker unterscheidet sich von anderen Mainorten durch die Unregelmäßigkeit seiner topographischen Struktur und das Fehlen einer Befestigungsmauer. Die Lage an der Ausmündung eines kleinen Seitentals und die damit verbundene Wegegabelung bedingen eine dreiecksförmige Gesamtform. Die mittelalterliche, mainparallele Durchgangsstraße im Zuge Wegscheide, Herrngasse, Badergasse, Am Alten Rathausbogen, Spielberg buchtet halbkreisförmig in das Seitental ein; an der Abzweigung des Nebenweges nach Gerbrunn befindet sich der ausgedehnte Platz (Flecken), auf dem seit dem Spätmittelalter die Märkte abgehalten wurden und wo seit dem 16. Jahrhundert auch das Rathaus stand. Die Ausbuchtung der alten Durchgangsstraße ist möglicherweise auf den Verlauf einer alten Kernbefestigung zurückzuführen. Von dieser Hauptachse zweigen unter sich parallele Gassen ab, die auf das ehemalige Mainufer zulaufen. Der den Ort durchziehende Bach ist heute von der Klosterstraße überbaut. Innerhalb der Ansiedlung bildeten im Mittelalter die Weingüter verschiedener Herren und Klöster sowie der Pfarrbezirk eigenbefestigte Inseln. Von ihnen haben sich der ehemals im Besitz des Klosters Heilsbronn befindliche Mönchshof, der ehemalige domkapitelsche Zehnthof und die Kirchenburg in den Hauptzügen erhalten. Den historischen, wirtschaftlich-sozialen Grundlagen des Gemeinwesens entsprechend besteht die Bebauung aus stattlichen Weinbauernhöfen in den Hauptgassen (hauptsächlich in der Main- und der Herrngasse) und kleineren Schiffer-, Fischer- und Handwerkeranwesen in den Nebengassen. Die Weinbauernhöfe weisen gestreckte Traufseitfronten mit breiten Hoftoren auf, auch bei kleineren Bauten herrscht Traufseitigkeit vor. Für die Erscheinungsweise sind das 17. und 18. Jahrhundert maßgebend, die Bausubstanz ist im Kern teilweise älter. Schwerpunkt im etwas unübersichtlich wirkenden Gassengewirr ist der deutlich abgesonderte Kirchenbezirk, in dessen Mitte sich die Pfarrkirche mit romanischem Turm und Langhaus der Julius-Zeit erhebt. Ein weiterer markanter Punkt ist das Torgebäude; ursprünglich beherrschte es den Bachübergang, durch die Bachüberdeckung ist die Situation heute allerdings unkenntlich geworden. Der Chausseebau von 1817, an dessen Bauzeit noch zwei Gasthäuser aus dem Biedermeier erinnern, sowie spätere Flussregulierungen haben die Uferzone verändert. Ursprünglich endeten die Gassen unmittelbar am Fluss. Das Gartenhaus Balthasar Neumanns erinnert daran, dass die Uferzone in der Barockzeit teilweise auch mit Gartenanlagen besetzt war. – Der im Ganzen gut erhaltene Ort bietet das weitgehend ungestörte Bild eines mainfränkischen Weinbauerndorfs in seiner kennzeichnenden Mischung aus Mittelalter und Barock. Umgrenzung: Hintere Grundstücksgrenze der Anwesen Schiffergasse mit ungeraden Hausnummern bis Wegscheide 13, östliche Grundstücksgrenzen von Friedhofstraße 11, südlicher Rand der Friedhofstraße, südlicher Rand der Schulstraße bis zur Steige, hintere Grundstücksgrenze von Flecken 3 sowie Anwesen Friedensstraße 33, 35, südlicher Rand der Klosterstraße nach Westen, östlicher Rand des Steilhangs über Euweg und Spielberg bis Ochsenfurter Straße 21, westlicher Rand der Ochsenfurter und Würzburger Straße. Aktennummer: E-6-79-175-1.

### Ensemble Ortskern Lindelbach

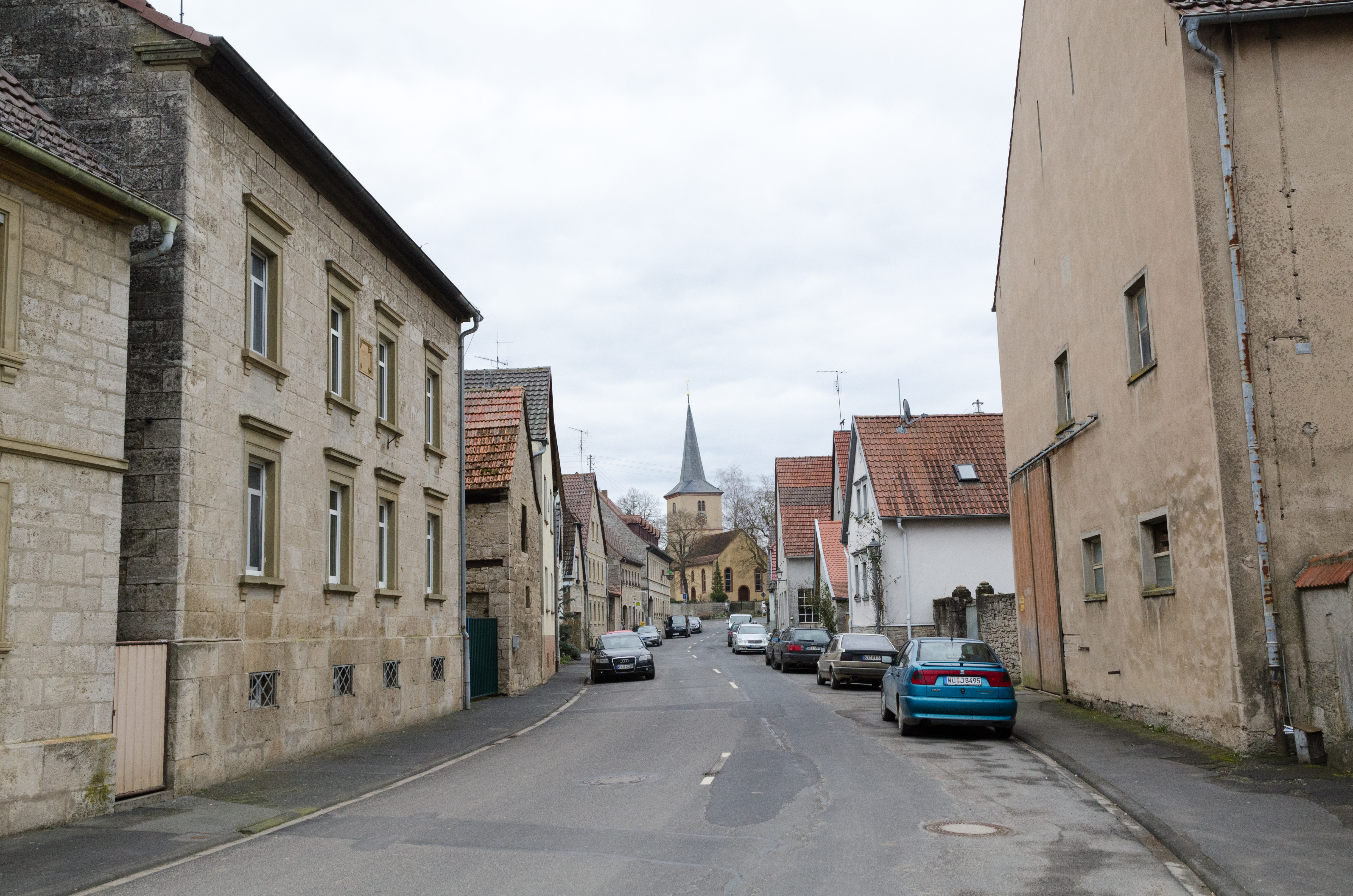
Lindelbach: Lindelbachstraße, Ansicht 2014 von Westen, die evangelische Kirche am Ende der Straße

Das Dorf  (Lage) besitzt ein Y-förmiges Straßengefüge, in dessen Winkel die die Dorfstraße beherrschende Pfarrkirche sich erhebt. Das Dorf zeichnet sich durch eine einheitlich wirkende Bebauung aus, die weitgehend in der zweiten Hälfte des 19. Jahrhunderts entstanden ist. Zweigeschossige Sandsteinhäuser bzw. Bruchsteinhäuser mit Hausteingliederung, teils als Satteldachhäuser, teils als Walmdachhäuser, umstehen die Straßenzüge; in schlichter Neurenaissance oder nachbiedermeierlicher Gestaltung. Gegenüber dieser nördlichen, das Architekturbild des Dorfes einheitlich prägenden Häuserzeile finden sich südlich der Straße noch einzelne Bauten des 18./19. Jahrhunderts in verputztem Fachwerk. Die Straßengabelung ist als öffentlicher Platz durch das Brunnenhaus von 1720 charakterisiert. Umgrenzung: Lindelbachstraße 18–2 (gerade Nrn.), Wäldleinstraße 1–9 (ungerade Nrn.), Wäldleinstraße 6–2 (gerade Nrn.), Rebhügel 1–9 (ungerade Nrn.), Rebhügel 10–2 (gerade Nrn.),  Lindelbachstraße 1–17 (ungerade Nrn.). Aktennummer E-6-79-175-2.

## Baudenkmäler nach Ortsteilen

### Randersacker
| Lage | Objekt | Beschreibung | Akten-Nr.      | Bild           |
| --- | --- | --- | -------------- | -------------- |
| Altenbergpfülben; Mittlerer Pfülbenweg (Standort)                                                                   | Sühnekreuz | Grob gehauenes Steinkreuz, wohl spätmittelalterlich | D-6-79-175-124 | weitere Bilder |
| Altenbergpfülben; Nähe Friedhofstraße (Standort)                                                                    | Friedhof | Ummauerte Anlage mit Grabdenkmälern des 19. und 20. Jahrhunderts mit historischem Kern im östlichen Bereich | D-6-79-175-38  | weitere Bilder |
| Altenbergpfülben; Nähe Friedhofstraße (Standort)                                                                    | Friedhofskreuz | Kruzifix auf Postament, Sandstein und Kalkstein, bezeichnet „1722“ | D-6-79-175-38  | weitere Bilder |
| Altenbergpfülben; Nähe Friedhofstraße (Standort)                                                                    | Leichenhaus | Bruchsteinmauerwerksbau mit Satteldach, Dachreiter mit Glockendach und kleinem Vorbau, neuromanisch, um 1915 | D-6-79-175-38  | weitere Bilder |
| Altenbergpfülben; Nähe Friedhofstraße (Standort)                                                                    | Kriegergedächtniskapelle | Kleiner Hausteinmauerwerksbau mit Satteldach und reich profiliertem Portal, flankiert von Steinkreuzen, neuromanisch, um 1920 | D-6-79-175-38  | weitere Bilder |
| Am alten Rathausbogen 4 (Standort)                                                                                  | Wohngebäude | Zweigeschossiger, verputzter Satteldachbau mit Fachwerkobergeschoss und diamantiertem Rundbogenportal mit Reliefs, 17. Jahrhundert | D-6-79-175-2   | weitere Bilder |
| Am alten Rathausbogen 4 (Standort)                                                                                  | Einfriedung | Mit geohrtem Portalgewände, gleichzeitig | D-6-79-175-2   | BW             |
| Am alten Rathausbogen 6 (Standort)                                                                                  | Wohngebäude | Zweigeschossiger, verputzter Massivbau mit Satteldach und profilierten, gestelzten Fensterrahmungen, bezeichnet „1588“ | D-6-79-175-3   | weitere Bilder |
| Am alten Rathausbogen 8 (Standort)                                                                                  | Hausfigur | St. Stephan, 18. Jahrhundert | D-6-79-175-4   | weitere Bilder |
| Am alten Rathausbogen 9 (Standort)                                                                                  | Wohngebäude | Eingeschossiger, verputzter Satteldachbau mit hohem Sockelgeschoss, Fachwerkobergeschoss und südlichem Treppenturm, um 1660 | D-6-79-175-5   | Wohngebäude    |
| Am alten Rathausbogen 11 (Standort)                                                                                 | Wohngebäude | Zweigeschossiger, verputzter Satteldachbau in Ecklage, mit Fachwerkobergeschoss und geohrten Gewänden,16.–18. Jahrhundert | D-6-79-175-6   | BW             |
| Am alten Rathausbogen 11 (Standort)                                                                                 | Portal | Mit Bäckerhauszeichen 17. Jahrhundert | D-6-79-175-6   | BW             |
| B 13; Sandäcker; Straße nach Eibelstadt, vor der Autobahn (Standort)                                                | Bildstock | 18. Jahrhundert | D-6-79-175-129 | BW             |
| Badergasse 1 (Standort)                                                                                             | Ehemalige Kirchgaden, jetzt Wohngebäude | Zweigeschossige Satteldachbauten mit auskragenden Fachwerkobergeschossen, 16./17. Jahrhundert, südlichstes Bauteil bezeichnet „1607“, über älterem Kern | D-6-79-175-7   | weitere Bilder |
| Badergasse 4; Klosterstraße 17 (Standort)                                                                           | Ehemaliges Torhaus der Kirchenbefestigung | Zweigeschossiger Walmdachbau mit Fachwerkobergeschoss und großer Tordurchfahrt, im Kern wohl mittelalterlich, Erscheinungsbild 17. Jahrhundert | D-6-79-175-59  | weitere Bilder |
| Badergasse 5 (Standort)                                                                                             | Wohngebäude | Zweigeschossiger, verputzter Satteldachbau mit profilierten, gestelzten Festerprofilen im Erdgeschoss, 17. Jahrhundert, Obergeschoss 19./20. Jahrhundert | D-6-79-175-9   | weitere Bilder |
| Badergasse 6 (Standort)                                                                                             | Wohngebäude | Dreigeschossiger, verputzter Satteldachbau, wohl mit Fachwerkobergeschoss und gestelzten Fensterprofilen, wohl 16. Jahrhundert, über älterem Kern | D-6-79-175-10  | weitere Bilder |
| Badergasse 12 (Standort)                                                                                            | Ehemaliges Wohnwirtschaftsgebäude | Zweigeschossiger Halbwalmdachbau in Ecklage, mit Fachwerkobergeschoss, kleinem Vorbau sowie mit südlich angrenzendem Wirtschaftsteil mit Erker und Tordurchfahrt, bezeichnet „1798“ und „1811“                                                                           | D-6-79-175-12  | weitere Bilder |
| Badergasse 12 (Standort)                                                                                            | Hausmadonna | | D-6-79-175-12  | weitere Bilder |
| Badergasse 14 (Standort)                                                                                            | Wohngebäude | Zweigeschossiger Satteldachbau mit Fachwerkobergeschoss, 16. Jahrhundert | D-6-79-175-13  | weitere Bilder |
| Balthasar-Neumann-Straße 4a; Einmündung der Theilheimer Straße. (Standort)                                          | Bildstock | Neugotisch, um 1850 | D-6-79-175-88  | weitere Bilder |
| Balthasar-Neumann-Straße 32; Theilheimer Straße (Standort)                                                          | Wegkreuz | 1799 | D-6-79-175-132 | weitere Bilder |
| Bärenhöfchen 2 (Standort)                                                                                           | Wohngebäude, ehemaliges Rückgebäude des Zinshauses des Heilsbronner Mönchshofes (siehe Bärenhöfchen 3)                                            | Massivbau mit Satteldach, wohl 17. Jahrhundert | D-6-79-175-14  | BW             |
| Bärenhöfchen 3 (Standort)                                                                                           | Ehemaliges Zinshaus des Heilsbronner Mönchshofs                                                                                                   | Zweigeschossiger, verputzter Satteldachbau mit geohrtem Durchgangsportal mit Wappenstein und südlichem Anbau, 17. Jahrhundert | D-6-79-175-15  | weitere Bilder |
| Sonnenstuhl | Bildstock | Mit Pietà, 18. Jahrhundert; nicht nachqualifiziert, im Bayerischen Denkmal-Atlas nicht kartiert | D-6-79-175-128 | BW             |
| B13, Pfülben, Straße nach Würzburg                                                                                  | Bildstock | 18. Jahrhundert; nicht nachqualifiziert, im Bayerischen Denkmal-Atlas nicht kartiert | D-6-79-175-127 | BW             |
| Am Marsberg (Standort)                                                                                              | Bildstockaufsatz | Kreuzförmiger Aufsatz mit Kruzifixrelief, auf gebauchtem, zweitverwendetem Sockel, Kalkstein, 1670 | D-6-79-175-131 | weitere Bilder |
| Gerbrunner Straße (Standort)                                                                                        | Bildstock | Erneuerter Reliefaufsatz mit Heiliger Dreifaltigkeit, auf Pfeiler über gebauchtem Postament, wohl 18. Jahrhundert | D-6-79-175-136 | weitere Bilder |
| Euweg 4 (Standort)                                                                                                  | Wohngebäude | Zweigeschossiger, verputzter Satteldachbau mit geohrten Fensterrahmungen, 18. Jahrhundert | D-6-79-175-16  | weitere Bilder |
| Euweg 4 (Standort)                                                                                                  | Bildnische | Mit Heiligem Urban, bezeichnet „1722“ | D-6-79-175-16  | weitere Bilder |
| Flecken (Standort)                                                                                                  | Ziehbrunnen | Runde Brunneneinfassung mit galgenartigem Aufbau, Sandstein, bezeichnet „1695“ | D-6-79-175-21  | weitere Bilder |
| Flecken 1 (Standort)                                                                                                | Winzerei | Zweigeschossiger, verputzter Massivbau mit Satteldach, erstes Viertel 19. Jahrhundert | D-6-79-175-17  | weitere Bilder |
| Flecken 1 (Standort)                                                                                                | Hausfigur | Maria Immaculata, Mitte 18. Jahrhundert | D-6-79-175-17  | weitere Bilder |
| Flecken 2 (Standort)                                                                                                | Ehemalige Winzerei | Zweigeschossiger, verputzter Walmdachbau mit geohrten Fensterrahmungen, Mitte 18. Jahrhundert | D-6-79-175-18  | weitere Bilder |
| Flecken 2 (Standort)                                                                                                | Pietà-Hausfigur | Mitte 18. Jahrhundert | D-6-79-175-18  | weitere Bilder |
| Flecken 3 (Standort)                                                                                                | Wohngebäude | L-förmige Baugruppe, zweigeschossiger, verputzter Walmdachbau mit geohrten Fensterrahmungen, mit südlich anschließendem zweigeschossigem Seitenflügel, um 1744 Einfriedung, mit Hoftor, bezeichnet „1744“                                                                | D-6-79-175-19  | weitere Bilder |
| Flecken 7 (Standort)                                                                                                | Wohngebäude | Zweigeschossiger Halbwalm- bzw. Satteldachbau mit Fachwerkobergeschoss und kleinem, nördlichem Vorbau, 17. Jahrhundert | D-6-79-175-20  | weitere Bilder |
| Friedenstraße 1 (Standort)                                                                                          | Ehemaliges Rathaus und Schule | Zweigeschossiger, verputzter Satteldachbau mit Fachwerkobergeschoss, Treppengiebel sowie östlichem Treppenhausanbau, 16./17. Jahrhundert | D-6-79-175-22  | weitere Bilder |
| Friedenstraße 1 (Standort)                                                                                          | Hoftoranlage | Rundbogentor mit separater Pforte, um 1600 | D-6-79-175-22  | weitere Bilder |
| Friedenstraße 2 (Standort)                                                                                          | Ehemaliges Wohnwirtschaftsgebäude | Zweigeschossiger, verputzter Walmdachbau mit Fachwerkobergeschoss, geohrten Fensterrahmungen, erste Hälfte 18. Jahrhundert | D-6-79-175-23  | weitere Bilder |
| Friedenstraße 2 (Standort)                                                                                          | Hausmadonna | Bezeichnet „1728“ | D-6-79-175-23  | weitere Bilder |
| Friedenstraße 3 (Standort)                                                                                          | Winzerei | Zweigeschossiger, verputzter Satteldachbau mit geohrten Fensterrahmungen und Tordurchfahrt, bezeichnet „1733“ | D-6-79-175-24  | weitere Bilder |
| Friedenstraße 4 (Standort)                                                                                          | Wohngebäude | Zweigeschossiger Satteldachbau mit teilweise verputztem Fachwerkobergeschoss, 1785 | D-6-79-175-25  | weitere Bilder |
| Friedenstraße 4 (Standort)                                                                                          | Satteldachbau | Mit verputztem Fachwerkobergeschoss, 1785 | D-6-79-175-25  | weitere Bilder |
| Friedenstraße 4 (Standort)                                                                                          | Hoftor mit Einfriedung | Bezeichnet „1673“ | D-6-79-175-25  | weitere Bilder |
| Friedenstraße 4 (Standort)                                                                                          | Wirtschaftsgebäude | | D-6-79-175-25  | BW             |
| Friedenstraße 6 (Standort)                                                                                          | Wohngebäude | Zweigeschossiger, verputzter Walmdachbau, wohl mit Fachwerkobergeschoss und geohrten Fensterrahmungen, Mitte 18. Jahrhundert | D-6-79-175-27  | weitere Bilder |
| Friedenstraße 6 (Standort)                                                                                          | Ökonomiegebäude | Eingeschossiger, verputzter Massivbau, mit abgerundeter Nordecke, wohl gleichzeitig | D-6-79-175-27  | weitere Bilder |
| Friedenstraße 8 (Standort)                                                                                          | Wohngebäude | Zweigeschossiger Satteldachbau mit Fachwerkobergeschoss, 17. Jahrhundert, wohl 1665 | D-6-79-175-28  | weitere Bilder |
| Friedenstraße 8 (Standort)                                                                                          | Hausmadonna | 18. Jahrhundert | D-6-79-175-28  | BW             |
| Friedenstraße 8 (Standort)                                                                                          | Ehemaliges Wirtschaftsgebäude | 17./18. Jahrhundert | D-6-79-175-28  | BW             |
| Friedenstraße 16 (Standort)                                                                                         | Hoftor | Korbbogig, bezeichnet „1677“ | D-6-79-175-30  | weitere Bilder |
| Friedenstraße 17, 19 (Standort)                                                                                     | Doppelwohnhaus | Zweigeschossiger, verputzter Satteldachbau mit und geohrter Türrahmung mit Hauszeichen, bezeichnet „1720“ | D-6-79-175-31  | weitere Bilder |
| Friedenstraße 17, 19 (Standort)                                                                                     | Pietà-Hausfigur | | D-6-79-175-31  | weitere Bilder |
| Friedenstraße 20 (Standort)                                                                                         | Türrahmung | Gestelztes Profil, 17. Jahrhundert | D-6-79-175-34  | weitere Bilder |
| Friedenstraße 21 (Standort)                                                                                         | Ehemaliges Wohnwirtschaftsgebäude | Zweigeschossiger, verputzter Satteldachbau mit Fachwerkobergeschoss, um 1660 | D-6-79-175-35  | weitere Bilder |
| Friedenstraße 21 (Standort)                                                                                         | Ehemaliges Ökonomiegebäude | Kleiner, verputzter Massivbau mit Fachwerkgiebel, wohl gleichzeitig | D-6-79-175-35  | weitere Bilder |
| Friedenstraße 23 (Standort)                                                                                         | Türrahmung | Bezeichnet „1680“ | D-6-79-175-36  | weitere Bilder |
| Friedenstraße 25 (Standort)                                                                                         | Hofanlage | Dreiflügeliger Komplex mit überbauter Toreinfahrt | D-6-79-175-37  | weitere Bilder |
| Friedenstraße 25 (Standort)                                                                                         | Wohngebäude | Zweigeschossige, verputzte Walmdachbauten miteinander durch überbaute Hofdurchfahrt verbunden, mit geohrten Fensterrahmungen, Gebäude im Kern 1573 (dendrochronologisch datiert), im 18. Jahrhundert verändert                                                           | D-6-79-175-37  | weitere Bilder |
| Friedenstraße 25 (Standort)                                                                                         | Rückgebäude | | D-6-79-175-37  | weitere Bilder |
| Friedenstraße 25 (Standort)                                                                                         | Sandsteinrelief | Mit Heiliger Dreifaltigkeit und Heiliger Familie um 1765 | D-6-79-175-37  | weitere Bilder |
| Friedhofstraße 12, Wegscheide 18 (Standort)                                                                         | Heiligenfigur | Muttergottesskulptur auf Pfeiler mit Inschrift, Kalkstein, bezeichnet „1835“ | D-6-79-175-110 | weitere Bilder |
| Dabug, Gehren-Dabug                                                                                                 | Grenzsteingruppe | 1649; nicht nachqualifiziert, im Bayerischen Denkmal-Atlas nicht kartiert | D-6-79-175-130 | BW             |
| Brückleinsweg, Alandsgrund, Kreuzung Zufahrt Beuschlein                                                             | Grenzsteingruppe | 1652; nicht nachqualifiziert, im Bayerischen Denkmal-Atlas nicht kartiert | D-6-79-175-121 | BW             |
| Dabug, Lindelbacher Straße (Standort)                                                                               | Grenzsteingruppe | 1649 | D-6-79-175-137 | BW             |
| Herrngasse 2 (Standort)                                                                                             | Ehemaliger Adelssitz | Zweigeschossiger, verputzter Massivbau mit Satteldach, Volutengiebel sowie Reibeltschen Wappen, 17. Jahrhundert | D-6-79-175-39  | weitere Bilder |
| Herrngasse 4 (Standort)                                                                                             | Wohngebäude | Langgestreckter, zweigeschossiger Satteldachbau mit Fachwerkobergeschoss, im Kern 17. Jahrhundert, südlicher Teil mit Tordurchfahrt, nördlicher Teil mehrfach erneuert                                                                                                   | D-6-79-175-40  | weitere Bilder |
| Herrngasse 4 (Standort)                                                                                             | Giebelhaus und Einfahrtsbau | Rückseitig, 16./17. Jahrhundert | D-6-79-175-40  | weitere Bilder |
| Herrngasse 6 (Standort)                                                                                             | Wohngebäude | Zweigeschossiger, verputzter Satteldachbau mit Fachwerkobergeschoss, 18. Jahrhundert, teilweise erneuert | D-6-79-175-41  | weitere Bilder |
| Herrngasse 8 (Standort)                                                                                             | Hoftor | Bruchstein, bezeichnet „1539“ | D-6-79-175-42  | weitere Bilder |
| Herrngasse 8 (Standort)                                                                                             | Neubau | Fenstergewände, mit gestelztem Profil, 16./17. Jahrhundert | D-6-79-175-42  | weitere Bilder |
| Herrngasse 10 (Standort)                                                                                            | Wohngebäude | Zweigeschossiger, verputzter Satteldachbau mit reicher Barockgliederung, bezeichnet „1719“ | D-6-79-175-43  | weitere Bilder |
| Herrngasse 10 (Standort)                                                                                            | Hausfigurengruppe | Heilige Familie der zweiten Hälfte 18. Jahrhundert | D-6-79-175-43  | weitere Bilder |
| Herrngasse 12 (Standort)                                                                                            | Ehemaliges Wohnwirtschaftsgebäude | Zweigeschossiger, verputzter Satteldachbau mit Fachwerkobergeschoss und überbauter Tordurchfahrt, 18. Jahrhundert | D-6-79-175-44  | weitere Bilder |
| Herrngasse 14 (Standort)                                                                                            | Hausmadonna | Skulptur auf Konsole mit Traubenschmuck, 18. Jahrhundert | D-6-79-175-45  | weitere Bilder |
| Herrngasse 16 (Standort)                                                                                            | Wohngebäude | Zurückgesetzter, zweigeschossiger Massivbau mit Volutengiebel und Satteldach, 17. Jahrhundert, mit nördlichem, zweigeschossigen Anbau mit Satteldach, 18. Jahrhundert | D-6-79-175-46  | weitere Bilder |
| Herrngasse 16 (Standort)                                                                                            | Hofeinfahrt | 18. Jahrhundert | D-6-79-175-46  | BW             |
| Herrngasse 25 (Standort)                                                                                            | Ehemaliger bischöflicher Zehnthof, seit 1640 domkapitelscher Zehnthof                                                                             | Anlage des 14. Jahrhunderts um einen Binnenhof, der heutige Bestand weitgehend 17. Jahrhundert, siehe Kellerei Eibelstadt, Randersacker und Theilheim | D-6-79-175-47  | weitere Bilder |
| Herrngasse 25 (Standort)                                                                                            | Ehemaliger bischöflicher Zehnthof | Zehnthaus, bzw. Herrenhaus, zweigeschossiger Massivbau mit Satteldach, Volutengiebeln und Treppenturm | D-6-79-175-47  | BW             |
| Herrngasse 25, 27 (Standort)                                                                                        | Ehemaliger bischöflicher Zehnthof | Zehntscheune, mit Volutengiebel |                | weitere Bilder |
| Herrngasse 25 (Standort)                                                                                            | Ehemaliger bischöflicher Zehnthof | Verbindungsbau | D-6-79-175-47  | BW             |
| Herrngasse 25 (Standort)                                                                                            | Ehemaliger bischöflicher Zehnthof | Wirtschaftstrakte | D-6-79-175-47  | BW             |
| Herrngasse 25, Wegscheide 2 (Standort)                                                                              | Ehemaliger bischöflicher Zehnthof | Torhaus, bezeichnet mit „1624“ | D-6-79-175-47  | weitere Bilder |
| Herrngasse 29 (Standort)                                                                                            | Ehemaliges Bergmeisterhaus | Zweigeschossiger, verputzter Walmdachbau mit Fachwerkobergeschoss und geohrten Fensterrahmungen, 1717 erneuert | D-6-79-175-48  | weitere Bilder |
| Herrngasse 29 (Standort)                                                                                            | Weinkelter | Im Hof, Holz, bezeichnet „1797“ | D-6-79-175-48  | BW             |
| Herrngasse 29, vor dem Haus (Standort)                                                                              | Bildstock | Muschelnischenaufsatz mit Pietàskulptur auf gebuchtem Pfeiler, Sandstein und Kalkstein, bezeichnet „1677“ | D-6-79-175-48  | weitere Bilder |
| Im Zwischenweg; Lämmerberg; Häslein (Standort)                                                                      | Relieftafel | Jüngling unter einem Baum, Kalkstein, um 1915 | D-6-79-175-134 | weitere Bilder |
| Kapellenberg (Standort)                                                                                             | Relieftafel | Mit Darstellung der drei Frauen am Grabe, Kalkstein, um 1915 | D-6-79-175-133 | weitere Bilder |
| Kapellenberg 8; Sollenberg (Standort)                                                                               | Bildhäuschen | Giebelbedachte Stele mit Nischenfigur, wohl 19. Jahrhundert | D-6-79-175-50  | weitere Bilder |
| Kapellenberg 10 (Standort)                                                                                          | Katholische Kapelle Maria Schmerz | Kleiner Saalbau mit eingezogenem Chor, Dachreiter und Vorbau mit seitlichem Treppenturm, neuromanisch, bezeichnet „1903“; mit Ausstattung | D-6-79-175-49  | BW             |
| Kapellenberg 10 (Standort)                                                                                          | Kreuzweg | Vierzehn Stationen mit figürlichen Kalksteinreliefs in giebelbedachter, stelenartiger Einfassung, 1903 | D-6-79-175-49  | weitere Bilder |
| Kirchplatz 1 (Standort)                                                                                             | Katholische Pfarrkirche St. Stephan | Basilikales Langhaus mit eingezogenem Chor und Chorflankenturm mit Spitzhelm, Turm und Kern des Langhauses spätromanisch, 13. Jahrhundert, Chorerhöhung, um 1578, Langhausumbau, 1605; mit Ausstattung                                                                   | D-6-79-175-51  | weitere Bilder |
| Kirchplatz 1 (Standort)                                                                                             | Reste der Kirchhofmauer | Bruchsteinmauerwerk, spätmittelalterlich, mit Renaissanceportal, Anfang 17. Jahrhundert | D-6-79-175-51  | weitere Bilder |
| Kirchplatz 1 (Standort)                                                                                             | Ölbergkapelle | Kleiner Massivbau mit Satteldach, Volutengiebel und Bossenqauderung, mit Ölberggruppe, bezeichnet „1598“ | D-6-79-175-51  | weitere Bilder |
| Kirchplatz 1 (Standort)                                                                                             | Epitaphe | Sandstein, 17./18. Jahrhundert | D-6-79-175-51  | weitere Bilder |
| Kirchplatz 2 (Standort)                                                                                             | Wohngebäude | Zweigeschossiger, verputzter Walmdachbau in Ecklage (in baulicher Verbindung mit Maingasse 8), mit geohrten Fensterrahmungen, gestelzten Profilen | D-6-79-175-52  | weitere Bilder |
| Kirchplatz 2 (Standort)                                                                                             | Satteldachbau | Nördlich anschließend, zweigeschossig, bezeichnet 1753, im Kern zweites Viertel 14. Jahrhundert | D-6-79-175-52  | weitere Bilder |
| Kirchplatz 3 (Standort)                                                                                             | Pfarrhaus | Zweigeschossiger, verputzter Satteldachbau mit geohrten Fensterrahmungen, spätes 17. Jahrhundert, über spätmittelalterlichem Kern (1478) | D-6-79-175-53  | weitere Bilder |
| Kirchplatz 3 (Standort)                                                                                             | Einfriedung | Mit Pforte zum Kirchhof, um 1700 | D-6-79-175-53  | weitere Bilder |
| Kirchplatz 3 (Standort)                                                                                             | Pfarrgarten | | D-6-79-175-53  | BW             |
| Kirchplatz 4 (Standort)                                                                                             | Wohngebäude | Zweigeschossiger, spitzwinkliger Walmdachbau mit Rundbogenportal, im Kern 17./18. Jahrhundert | D-6-79-175-54  | weitere Bilder |
| Kirchplatz 5 (Standort)                                                                                             | Ehemaliges Beinhaus | Zweigeschossiger Bruchsteinmauerwerksbau mit Satteldach, zum Wohnhaus umgebaut, bezeichnet „1839“ | D-6-79-175-55  | weitere Bilder |
| Kirchplatz 5 (Standort)                                                                                             | Schmerzensmannhausfigur | 17. Jahrhundert | D-6-79-175-55  | weitere Bilder |
| Kirchplatz 7 (Standort)                                                                                             | Ehemalige Schule | Zweigeschossiger, verputzter Walmdachbau mit geohrten Fensterrahmungen, bezeichnet „1676“ und „1698“ | D-6-79-175-56  | weitere Bilder |
| Klosterstraße 21 (Standort)                                                                                         | Ehemaliges Doppelwohnhaus | Zweigeschossiger Massivbau mit Satteldach und Volutengiebel, im Kern 17. Jahrhundert, erneuert | D-6-79-175-60  | weitere Bilder |
| Klosterstraße 21 (Standort)                                                                                         | Einfriedung | Mit Toreinfahrt, 18. Jahrhundert | D-6-79-175-60  | weitere Bilder |
| Klosterstraße 21 (Standort)                                                                                         | Heiligenfigur | Maria Immaculata, auf Postament, Sandstein, bezeichnet „1750“ | D-6-79-175-60  | weitere Bilder |
| Lurzengasse 3 (Standort)                                                                                            | Gasthaus Spielberg | Zweigeschossiger, verputzter Halbwalmdachbau mit Fachwerkobergeschoss, bezeichnet „1738“ | D-6-79-175-61  | weitere Bilder |
| Lurzengasse 3 (Standort)                                                                                            | Hausfigur | Heiliger Johann Nepomuk | D-6-79-175-61  | weitere Bilder |
| Lurzengasse 8 (Standort)                                                                                            | Wohngebäude | Satteldachbau mit verputztem Fachwerk, wohl 17. Jahrhundert | D-6-79-175-62  | BW             |
| Lurzengasse 8 (Standort)                                                                                            | Substruktionsmauer | Mit Portal, bezeichnet „1635“ | D-6-79-175-62  | BW             |
| Maingasse 2 (Standort)                                                                                              | Wohngebäude | Zweigeschossiger, verputzter Halbwalmdachbau mit Fachwerkobergeschoss, um 1800, mit älterem Kern | D-6-79-175-63  | weitere Bilder |
| Maingasse 2a (Standort)                                                                                             | Wohngebäude | Zweigeschossiger, verputzter Krüppelwalmdachbau, südliche Giebelseite mit spätgotischem Fachwerk, mit überbauter Toreinfahrt, im Kern 15. Jahrhundert | D-6-79-175-64  | weitere Bilder |
| Maingasse 6 (Standort)                                                                                              | Wohngebäude | Dreigeschossiger Massivbau mit Satteldach und abgerundeten, zweigeschossigem Vorbau, mit verputztem Fachwerkobergeschoss, um 1700, über älterem Kern, bezeichnet „1561“                                                                                                  | D-6-79-175-65  | weitere Bilder |
| Maingasse 6 (Standort)                                                                                              | Hausmadonna | 18. Jahrhundert | D-6-79-175-65  | weitere Bilder |
| Maingasse 8 (Standort)                                                                                              | Wohngebäude | Zweigeschossiger, verputzter Walmdachbau in Ecklage (baulich verbunden mit Kirchplatz 2), mit Tordurchfahrt und nördlichem, zweigeschossigen Satteldachanbau mit verputztem Fachwerkobergeschoss, 17./18. Jahrhundert                                                    | D-6-79-175-66  | weitere Bilder |
| Maingasse 9 (Standort)                                                                                              | Ehemaliger Adelssitz | Edelhof der Ritter von Randersacker, jetzt Gemeindeverwaltung, zweigeschossiger, verputzter Satteldachbau mit Sockelgeschoss, Fachwerkobergeschoss und geohrten Fensterrahmungen, mit nördlich anschließendem, zweigeschossigen Satteldachanbau mit Sockelgeschoss, 1692 | D-6-79-175-67  | weitere Bilder |
| Maingasse 10 (Standort)                                                                                             | Kruzifix | Sandsteincorpus an Kreuzbalken über Postament mit Inschrift, Kalkstein, bezeichnet „1675“ | D-6-79-175-57  | weitere Bilder |
| Maingasse 11 (Standort)                                                                                             | Winzerhaus | Zweigeschossiger Satteldachbau mit Fachwerkobergeschoss und überbauter Toreinfahrt, bezeichnet „1676“, mit älterem Kern | D-6-79-175-68  | weitere Bilder |
| Maingasse 12 (Standort)                                                                                             | Wohngebäude | Zweigeschossiger, verputzter Satteldachbau mit geohrten Fensterrahmungen, Tordurchfahrt, bezeichnet „1737“ | D-6-79-175-69  | weitere Bilder |
| Maingasse 12 (Standort)                                                                                             | Hausfigur | Heilige Anna | D-6-79-175-69  | weitere Bilder |
| Maingasse 13 (Standort)                                                                                             | Ehemals Wohnwirtschaftsgebäude | zweigeschossiger, verputzter Mansardwalmdachbau mit geohrten Fensterrahmungen, 18. Jahrhundert | D-6-79-175-70  | weitere Bilder |
| Maingasse 14 (Standort)                                                                                             | Wohngebäude | zweigeschossiger, verputzter Satteldachbau mit leicht vorkragendem Fachwerkobergeschoss und profilierten, gestelzten Fensterprofilen, bezeichnet 1677, über älterem Kern                                                                                                 | D-6-79-175-71  | weitere Bilder |
| Maingasse 14 a (Standort)                                                                                           | Madonnenfigur | 18. Jahrhundert | D-6-79-175-11  | weitere Bilder |
| Maingasse 16 (Standort)                                                                                             | Winzerhaus | Zweigeschossiger, verputzter Mansardhalbwalmdachbau mit geohrten Fensterrahmungen, Tordurchfahrt, Mitte 18. Jahrhundert | D-6-79-175-73  | weitere Bilder |
| Maingasse 16 (Standort)                                                                                             | Hausmadonna | Mitte 18. Jahrhundert | D-6-79-175-73  | weitere Bilder |
| Maingasse 16 (Standort)                                                                                             | Scheune | Bruchsteinmauerwerk, 19. Jahrhundert | D-6-79-175-73  | BW             |
| Maingasse 19 (Standort)                                                                                             | Ehemaliges Wohnwirtschaftsgebäude | Zweigeschossiger, L-förmiger Eckbau mit Satteldächern, mit verputztem Fachwerkobergeschoss, geohrten Fensterrahmungen, 1690 | D-6-79-175-75  | weitere Bilder |
| Maingasse 19 (Standort)                                                                                             | Hausmadonna | 18. Jahrhundert | D-6-79-175-75  | weitere Bilder |
| Maingasse 27 (Standort)                                                                                             | Wohngebäude | Zweigeschossiger, verputzter Walmdachbau mit unregelmäßigem Grundriss, geohrten Fensterrahmungen, verändert 1828 | D-6-79-175-76  | weitere Bilder |
| Maingasse 27 (Standort)                                                                                             | Hausmadonna | 18. Jahrhundert | D-6-79-175-76  | weitere Bilder |
| Maingasse 27 (Standort)                                                                                             | Hoftor | Mit Resten der Einfriedung, gleichzeitig | D-6-79-175-76  | weitere Bilder |
| Maingasse 29 (Standort)                                                                                             | Wohngebäude | Zweigeschossiger, verputzter Satteldachbau mit Fachwerkobergeschoss sowie südlichem Satteldachvorbau mit verputztem Fachwerkobergeschoss, 16./17. Jahrhundert | D-6-79-175-77  | weitere Bilder |
| Maingasse 31 (Standort)                                                                                             | Ehemaliges Wohnwirtschaftsgebäude | Zweigeschossiger Satteldachbau mit Fachwerkobergeschoss, 17. Jahrhundert | D-6-79-175-78  | weitere Bilder |
| Maingasse 33 (Standort)                                                                                             | Ehemalige Zehntscheune, jetzt Gebäude der Winzergenossenschaft                                                                                    | Verputzter Massivbau mit Satteldach und großer Toreinfahrt, erste Hälfte 17. Jahrhundert | D-6-79-175-79  | weitere Bilder |
| Mendsgasse 2 (Standort)                                                                                             | Wohngebäude | Zweigeschossiger Satteldachbau mit Fachwerkobergeschoss, 17. Jahrhundert | D-6-79-175-80  | weitere Bilder |
| Mendsgasse 6 (Standort)                                                                                             | Wohngebäude | Zweigeschossiger, verputzter Mansardhalbwalmdachbau in Ecklage, mit Kellergeschoss, geohrten Fensterrahmungen, 18. Jahrhundert | D-6-79-175-81  | weitere Bilder |
| Mendsgasse 6 (Standort)                                                                                             | Hausfigur | Heilige Barbara, 18. Jahrhundert | D-6-79-175-81  | weitere Bilder |
| Mönchshof 1, 2, 3, 4, 5, 9 (Standort)                                                                               | Ehemalige Klosterökonomie, sogenannter Mönchshof, seit um 1200 Hof des Zisterzienserklosters Heilsbronn, seit 1578 Hof der Markgrafen von Ansbach | Langgestreckt rechteckige Anlage um Binnenhof, Nordflügel als zweigeschossige, verputzte Massivbauten mit Satteldächern, Westflügel zugleich Torbau, wohl mit verputztem Fachwerkobergeschoss, Erscheinungsweise der Gebäude 17./18. Jahrhundert, über älterem Kern      | D-6-79-175-82  | weitere Bilder |
| Mönchshof 1 (Standort)                                                                                              | Kreuzschlepper | Figur des kreuztragenden Christus auf Knien, über Postament, zweite Hälfte 18. Jahrhundert | D-6-79-175-82  | weitere Bilder |
| Mönchshof 2 (Standort)                                                                                              | Ehemalige Klosterökonomie | Teil des Nordflügels | D-6-79-175-82  | weitere Bilder |
| Mönchshof 3 (Standort)                                                                                              | Ehemalige Klosterökonomie | Teil des Nordflügels | D-6-79-175-82  | weitere Bilder |
| Mönchshof 4 (Standort)                                                                                              | Ehemalige Klosterökonomie | Teil des Nordflügels | D-6-79-175-82  | weitere Bilder |
| Mönchshof 5 (Standort)                                                                                              | Ehemalige Klosterökonomie | Teil des Nordflügels | D-6-79-175-82  | weitere Bilder |
| Mönchshof 9 (Standort)                                                                                              | Kapelle St. Thomas | Profaniert, Massivbau mit Walmdach, erste Hälfte 15. Jahrhundert, mit Veränderungen 1484 und 1777 | D-6-79-175-82  | weitere Bilder |
| Nähe Ochsenfurter Straße, gegenüber Nr. 28; Spielberg                                                               | Stumpf eines Bildstocks | 17. Jahrhundert; im Bayerischen Denkmal-Atlas nicht kartiert | D-6-79-175-86  | BW             |
| Spielberg; an der Weinbergsmauer (Standort)                                                                         | Heiligenfigur | Skulptur der Maria Immaculata (Kopie), auf Postament, Kalkstein, Mitte 18. Jahrhundert | D-6-79-175-102 | weitere Bilder |
| Nähe Spielberg 22 (Standort)                                                                                        | Einfriedung | Bruchsteinmauer mit Rundbogenportal, 18. Jahrhundert | D-6-79-175-100 | weitere Bilder |
| Nähe Ochsenfurter Straße; Spielberg (Standort)                                                                      | Bildstock | Rechteckiger Nischenaufsatz mit Kreuzbekrönung und moderner Madonnenfigur, auf Säule über Postament, bezeichnet „1822“ | D-6-79-175-87  | weitere Bilder |
| Ochsenfurter Straße 1 (Standort)                                                                                    | Türsturz | Mit Hauszeichen, bezeichnet „1720“ | D-6-79-175-83  | weitere Bilder |
| Ochsenfurter Straße 19 (Standort)                                                                                   | Christusfigur | Figur des sitzenden Schmerzensmannes auf gebauchtem Postament, Sandstein, 18. Jahrhundert | D-6-79-175-84  | weitere Bilder |
| Pförtleinsgasse 4; Klosterstraße 1 a; Pförtleinsgasse 2 (Standort)                                                  | Wohngebäude | Zweigeschossiger, verputzter Mansarddachbau mit geohrten Fensterrahmungen, bezeichnet „1793“ | D-6-79-175-89  | weitere Bilder |
| Pförtleinsgasse 4 (Standort)                                                                                        | Satteldachanbau | Nördlich anschließend, zweigeschossig, mit Fachwerkobergeschoss und Rundbogeneinfahrt, 17. Jahrhundert | D-6-79-175-89  | weitere Bilder |
| Pförtleinsgasse 4 (Standort)                                                                                        | Einfriedung | Bruchstein, spätes 18. Jahrhundert | D-6-79-175-89  | BW             |
| Pförtleinsgasse 4 (Standort)                                                                                        | Garten | Spätes 18. Jahrhundert | D-6-79-175-89  | BW             |
| Pförtleinsgasse 5, im Innenhof (Standort)                                                                           | Portal und Wappen | Bezeichnet „1617“ | D-6-79-175-90  | BW             |
| Pförtleinsgasse 6 (Standort)                                                                                        | Wohngebäude | Zweigeschossiger, verputzter Massivbau mit Satteldach, mit nördlich anschließendem Vorbau, 17. Jahrhundert | D-6-79-175-91  | weitere Bilder |
| Pförtleinsgasse 10 (Standort)                                                                                       | Hausmadonna | Auf Sockel mit Inschriftenkartusche, Sandstein, 19. Jahrhundert | D-6-79-175-92  | weitere Bilder |
| Pförtleinsgasse 12 (Standort)                                                                                       | Wohngebäude | Zweigeschossiger, verputzter Satteldachbau mit Fachwerkobergeschoss, 17. Jahrhundert | D-6-79-175-93  | weitere Bilder |
| Pförtleinsgasse 12 (Standort)                                                                                       | Einfriedung | Mit profiliertem Rundbogenportal, bezeichnet „1604“ | D-6-79-175-93  | weitere Bilder |
| Pförtleinsgasse 12 (Standort)                                                                                       | Madonnenbüste | Über dem Rundbogenportal, Sandstein, bezeichnet 1823 | D-6-79-175-93  | weitere Bilder |
| Rotberg-Ellern (Standort)                                                                                           | Aussichtsturm | Auf gestuftem Unterbau mit Aufgangsrampe, ehemals bezeichnet „1933“ | D-6-79-175-146 | weitere Bilder |
| Schiffergasse 7 (Standort)                                                                                          | Grundstücksmauer | Bruchsteinmauerwerk, mit zwei Portalen, frühes 17. Jahrhundert | D-6-79-175-94  | weitere Bilder |
| Schiffergasse 11 (Standort)                                                                                         | Grundstücksmauer | Mit Portal, 17. Jahrhundert | D-6-79-175-96  | weitere Bilder |
| Schulstraße 8, 10 (Standort)                                                                                        | Bildstock | Erneuerter giebelbedachter Aufsatz mit Pietàrelief, auf historischer Säule, Kalkstein, 17. Jahrhundert, über Kalksteinpostament bezeichnet „1827“ | D-6-79-175-26  | weitere Bilder |
| Spielberg (Standort)                                                                                                | Pumpbrunnen | Gusseiserne Brunnensäule mit rechteckigem Steintrog, 19. Jahrhundert | D-6-79-175-101 | weitere Bilder |
| Spielberg 14; Spielberg 16; Spielberg 18 (Standort)                                                                 | Ehemaliges Doppelwohnhaus | Eingeschossiger, verputzter Satteldachbau mit südlichem hohem Kellergeschoss mit Rundbogenpforte, im Kern um 1600 | D-6-79-175-98  | BW             |
| Spielberg 20 (Standort)                                                                                             | Ehemaliges Doppelwohnhaus | Zweigeschossiger, verputzter Massivbau mit Satteldach, im Kern 17. Jahrhundert, bezeichnet „1772“ | D-6-79-175-99  | BW             |
| Steige 1 (Standort)                                                                                                 | Wohngebäude | Zweigeschossiger, verputzter Massivbau mit Satteldach, Volutengiebel, geohrten Fensterrahmungen, 17. Jahrhundert | D-6-79-175-103 | weitere Bilder |
| Steige 1 (Standort)                                                                                                 | Hausmadonna | 17. Jahrhundert | D-6-79-175-103 | weitere Bilder |
| Nähe Steige 5 (Standort)                                                                                            | Einfriedung | Mit Hoftor, Bruchstein, bezeichnet „1652“ | D-6-79-175-104 | weitere Bilder |
| B13, Pfülben, alte Würzburger Straße                                                                                | Steinkreuz | Mit Inschrift; nicht nachqualifiziert, im Bayerischen Denkmal-Atlas nicht kartiert | D-6-79-175-125 | BW             |
| B13, Pfülben, alte Würzburger Straße                                                                                | Steinkreuz | nicht nachqualifiziert, im Bayerischen Denkmal-Atlas nicht kartiert | D-6-79-175-126 | BW             |
| Tanzplan 1 (Standort)                                                                                               | Ehemaliges Winzerhaus | Zweigeschossiger Satteldachbau, Obergeschoss teilweise Fachwerk, teilweise mit profilierten Fenstergewänden, mit Einfahrtstor, bezeichnet „1576“ | D-6-79-175-105 | weitere Bilder |
| B13, Pfülben, alte Würzburger Straße                                                                                | Wappenstein | 1692; nicht nachqualifiziert, im Bayerischen Denkmal-Atlas nicht kartiert | D-6-79-175-122 | BW             |
| Nähe Wegscheide; Pfülben, Straße nach Würzburg                                                                      | Bildstock | Um 1450, mit Kreuzigung; nicht nachqualifiziert, im Bayerischen Denkmal-Atlas nicht kartiert | D-6-79-175-123 | BW             |
| Wegscheide 6 (Standort)                                                                                             | Wohngebäude | Zweigeschossiger, verputzter Walm- bzw. Satteldachbau mit barocker Gliederung, Mitte 18. Jahrhundert | D-6-79-175-107 | weitere Bilder |
| Wegscheide 6 (Standort)                                                                                             | Hausfigur | Maria Immaculata, bezeichnet „1751“ | D-6-79-175-107 | weitere Bilder |
| Wegscheide 7 (Standort)                                                                                             | Wohngebäude | Zweigeschossiger, verputzter Satteldachbau mit Tordurchfahrt und Fachwerkobergeschoss, mit südlich anschließendem ehemaligem Wirtschaftsteil, bezeichnet „1637“ | D-6-79-175-108 | weitere Bilder |
| Wegscheide 8 (Standort)                                                                                             | Wohngebäude | Zweigeschossiger Bruchsteinmauerwerksbau mit Satteldach und Tordurchfahrt, bezeichnet „1851“ | D-6-79-175-109 | weitere Bilder |
| Wegscheide 22 (Standort)                                                                                            | Bildstockkopf | Vermauerter Nischenaufsatz, Kalkstein, bezeichnet „1606“ | D-6-79-175-111 | weitere Bilder |
| Wegscheide 24 (Standort)                                                                                            | Bildstock | Nischenaufsatz mit Kreuzbekrönung auf gebauchter Säule, Kalkstein, bezeichnet „1685“ | D-6-79-175-113 | weitere Bilder |
| Würzburger Straße (Standort)                                                                                        | Denkmalhain | Mit Denkmälern für 1870/71 und 1914/18 | D-6-79-175-114 | weitere Bilder |
| Würzburger Straße 6 (Standort)                                                                                      | Gasthof Bären | Zweigeschossiger Bruchsteinmauerwerksbau mit Halbwalmdach, erste Hälfte 19. Jahrhundert, vor 1832 | D-6-79-175-115 | weitere Bilder |
| Würzburger Straße 12 (Standort)                                                                                     | Hausmadonna | Sandstein, 18. Jahrhundert | D-6-79-175-116 | weitere Bilder |
| Würzburger Straße 14 (Standort)                                                                                     | Gartenpavillon | Zweigeschossiger Massivbau mit Barockgliederung und glockenförmig geschwungenem Walmdach, von Balthasar Neumann, Mitte 18. Jahrhundert | D-6-79-175-150 | weitere Bilder |
| Würzburger Straße 16 (Standort)                                                                                     | Gasthof Krone | Zweigeschossiger Bruchsteinmauerwerksbau mit Halbwalmdach, erste Hälfte 19. Jahrhundert | D-6-79-175-117 | weitere Bilder |
| Würzburger Straße 26 (Standort)                                                                                     | Ehemaliges Pfründnerspital | Zweigeschossiger, villenartiger Backsteinbau mit Hausteingliederung und Mansardwalmdach, historistisch, um 1890 | D-6-79-175-118 | weitere Bilder |
| Würzburger Straße 26 (Standort)                                                                                     | Einfriedung | Um 1890 | D-6-79-175-118 | BW             |
| Würzburger Straße 26, im Garten (Standort)                                                                          | Lourdes-Grotte | Um 1890 | D-6-79-175-118 | weitere Bilder |
| Würzburger Straße 30 (Standort)                                                                                     | Villa | Zweigeschossiger Massivbau mit Pyramidendach mit Fußwalm, Erkern und Zwerghäusern, Jugendstil, 1908 | D-6-79-175-119 | weitere Bilder |
| Würzburger Straße 30 (Standort)                                                                                     | Einfriedung | Bruchstein, wohl 1908 | D-6-79-175-119 | BW             |
| an der B 13, Alandsgrundweg 2, Teufelskeller 8, ca. 2,9 km entlang der ehemaligen Chaussee nach Würzburg (Standort) | Weinbergsmauern | Bruchsteinmauerwerk, mit dazugehörigen Pforten, Treppen, verbauten Wappen- und Inschriftensteinen sowie Bildstöcken, im Wesentlichen 17./18. Jahrhundert, mit späteren Ergänzungen                                                                                       | D-6-79-175-145 | weitere Bilder |
| Nähe Würzburger Straße; Teufelskeller (Standort)                                                                    | Brücke | Einjochig, Bruchstein, wohl 16. Jahrhundert | D-6-79-175-148 | BW             |
| Oberer Pfülben (Standort)                                                                                           | Weinberg | Terrassen mit Stützmauern aus Muschelkalk, mit flankierender Wassertreppe und Lesesteinriegel, 18.–20. Jahrhundert | D-6-79-175-151 | BW             |
| Oberer Pfülben (Standort)                                                                                           | Säulenbildstock | Mit heiliger Dreifaltigkeit, Mitte 18. Jahrhundert | D-6-79-175-151 | BW             |
| Oberer Pfülben (Standort)                                                                                           | Kreuzschlepper | (Abguss, Original im Mönchshof) | D-6-79-175-151 | BW             |

### Lindelbach
| Lage                                                                                              | Objekt                              | Beschreibung | Akten-Nr.      | Bild           |
| ------------------------------------------------------------------------------------------------- | ----------------------------------- | --- | -------------- | -------------- |
| Im Neuriß; etwa 1 km westlich des Ortes (Standort)                                                | Steinbruch                          | Aufgelassener Muschelkalksteinbruch mit Derrick-Kran und technischer Ausstattung, Ende 19. und erste Hälfte 20. Jahrhundert | D-6-79-175-147 | BW             |
| Lindelbachstraße 2 (Standort)                                                                     | Wohngebäude                         | Zweigeschossiger Steinquaderbau mit Satteldach, Hausteingliederung und Tordurchfahrt, bezeichnet „1865“ | D-6-79-175-139 | weitere Bilder |
| Lindelbachstraße 4 (Standort)                                                                     | Gasthaus zur Grünen Linde           | Zweigeschossiger Steinquaderbau mit Satteldach, Hausteingliederung und Tordurchfahrten, um 1870 | D-6-79-175-140 | weitere Bilder |
| Lindelbachstraße 18 (Standort)                                                                    | Pfarrhaus                           | Zweigeschossiger Steinquaderbau mit Walmdach in Ecklage mit Mittelrisalit und Hausteingliederung, um 1890 | D-6-79-175-142 | weitere Bilder |
| Nähe Lindelbacher Straße (Standort)                                                               | Dorfbrunnen                         | Laubenartiges Brunnenhaus mit Walmdach, bezeichnet 1720, darin Steintrog und gusseiserne Brunnensäule der zweiten Hälfte 19. Jahrhundert                                                                                       | D-6-79-175-144 | weitere Bilder |
| Unter dem Brunnen, nordwestlich des Ortes Nähe Autobahn; zur Wüstung Lützelhof gehörig (Standort) | Quellfassung des Lützelbachs        | Rundbogiges Kalksteingewölbe, spätmittelalterlich | D-6-79-175-1   | BW             |
| Rebhügel 1 (Standort)                                                                             | Evangelisch-lutherische Pfarrkirche | Saalbau mit eingezogenem Chor und östlichem Turm mit Spitzhelm zwischen Langhaus und Chor, Turm wohl 13. Jahrhundert, Chor wohl spätes 15. Jahrhundert, im Kern gotische Anlage, im 17. Jahrhundert verändert; mit Ausstattung | D-6-79-175-138 | weitere Bilder |
| Wäldleinstraße 7 (Standort)                                                                       | Wohngebäude                         | Zweigeschossiger Bruchsteinbau mit Walmdach und Hausteingliederung, bezeichnet „1865“ Hoftoranlage, gleichzeitig | D-6-79-175-143 | weitere Bilder |

## Ehemalige Baudenkmäler
In diesem Abschnitt sind Objekte aufgeführt, die früher einmal in der Denkmalliste eingetragen waren, jetzt aber nicht mehr. Objekte, die in anderem Zusammenhang also z. B. als Teil eines Baudenkmals weiter eingetragen sind, sollen hier nicht aufgeführt werden. Aktennummern in diesem Abschnitt sind ehemalige, jetzt nicht mehr gültige Aktennummern.

| Lage                                             | Objekt                         | Beschreibung | Akten-Nr.      | Bild                           |
| ------------------------------------------------ | ------------------------------ | --- | -------------- | ------------------------------ |
| Randersacker Klosterstraße 12 (Standort)         | Massivbau                      | 1691 | D-6-79-175-58  | BW                             |
| Randersacker Maingasse 15 (Standort)             | Ehemals Wohnwirtschaftsgebäude | zweigeschossiger, verputzter Massivbau mit Satteldach, im Kern 16. Jahrhundert                                                                                       | D-6-79-175-72  | Ehemals Wohnwirtschaftsgebäude |
| Randersacker Maingasse 17 (Standort)             | Wohngebäude                    | Zweigeschossiger, verputzter Satteldachbau mit massiver Giebelseite, Obergeschoss zum Teil Fachwerk, im Kern 1565, Keller bezeichnet „1606“, Umbau bezeichnet „1837“ | D-6-79-175-74  | weitere Bilder                 |
| Randersacker Ochsenfurter Straße 23 a (Standort) | Weinbergspforte                | Geohrt, mit Figurensockel, 18. Jahrhundert | D-6-79-175-85  | weitere Bilder                 |
| Randersacker Kreßfelderweg, Bildstockacker       | Bildstock                      | 1639 | D-6-79-175-135 | BW                             |
| Lindelbach Lindelbachstraße 11 (Standort)        | Giebelhaus                     | Fachwerk verputzt, 18. Jahrhundert | D-6-79-175-141 | BW                             |

## Abgegangene Baudenkmäler
In diesem Abschnitt sind Objekte aufgeführt, die früher einmal in der Denkmalliste eingetragen waren, jetzt aber nicht mehr existieren, z. B. weil sie abgebrochen wurden. Aktennummern in diesem Abschnitt sind ehemalige, jetzt nicht mehr gültige Aktennummern.

| Lage                                               | Objekt                    | Beschreibung         | Akten-Nr.      | Bild                      |
| -------------------------------------------------- | ------------------------- | -------------------- | -------------- | ------------------------- |
| Randersacker Friedenstraße 14 (Standort)           | Giebelseitiges Doppelhaus | 16. Jahrhundert      | D-6-79-175-29  | Giebelseitiges Doppelhaus |
| Randersacker Schiffergasse 13 (Standort)           | Torbogen                  | Wohl 17. Jahrhundert | D-6-79-175-97  | weitere Bilder            |
| Randersacker Hohbug, auf Weinbergsmauer (Standort) | Madonna mit Kind          | 18. Jahrhundert      | D-6-79-175-120 | BW                        |